# Yume no Crayon Oukoku
Yume no Crayon Oukoku (яп. 夢のクレヨン王国, Крейдра царства мрій) — аніме-серіал, спочатку транслювався у 1997—1999 роках. Складається загалом з 70 серій і 3 томів манґи.
Yume no Crayon Oukoku пов'язана з принцесою, яка мала звільнитися від своїх шкідливих звичок, вбити Грим Жніва, позбавити її батьків і знайти ангелів.

## Сюжет
Принцеса Срібло Крейон Королівства — це 12-річна посмішка смайлик, кожна людина. Але, маючи дванадцять шкідливих звичок, прем'єр-міністр Хамелеон з Королівства Крейон та міністр кольорів з 12 кольорів завжди стикаються з проблемами. 12 — річна вечірка на день народження такої срібної принцеси була проведена велично. Срібло знайде на своєму місці хлопчика за вашим вибором, але якщо ти не зацікавлений принцом з поганою звичкою, ти не будеш супротивником. Поруч з опухлим сріблом хлопчик змінив срібних батьків, король і королеву на камінь. Таким чином, обидва вмирають. Срібло шукає хлопчика, чию дитину розповідають, і вирішує їхати в дорогу, щоб одночасно вирішити магію. Щоб супроводжувати поїздку, прикріплений воротарець Crayon Castle, суперечливий курчат Араеса та розслаблююча свиня Стонстон. І 12 особисто-багатих овочів у маленьких ящиках допоможуть трьом людям. Також, у прем'єр-міністрові Крейоні Хамелеон тримає обличчя, спостерігаючи за трьома людьми за допомогою мобільних телефонів. Є моменти, коли я гостро зосереджуюсь на моєму хобі і не з'являться на своєму мобільному телефоні. Тепер, чого чекають срібні люди? Це початок милої пригоди.

## Персонажі
- Принцеса Срібло (яп. シルバー王女, Shiruba Ōjo) -